# Живковац
Живковац је насеље у општини Гроцка у Граду Београду. Према попису из 2022. било је 302 становника.

## Демографија
У насељу Живковац живи 310 пунолетних становника, а просечна старост становништва износи 41,5 година (41,3 код мушкараца и 41,6 код жена). У насељу има 110 домаћинстава, а просечан број чланова по домаћинству је 3,45.
Ово насеље је великим делом насељено Србима (према попису из 2022. године).
|  |

| Демографија | Демографија | Демографија |
| Година      | Становника  | Становника  |
| ----------- | ----------- | ----------- |
| 1948.       | 371         |             |
| 1953.       | 381         |             |
| 1961.       | 403         |             |
| 1971.       | 404         |             |
| 1981.       | 420         |             |
| 1991.       | 438         | 428         |
| 2002.       | 380         | 387         |
| 2011.       | 371         |             |
| 2022.       | 302         |             |

| Етнички састав према попису из 2002.‍ | Етнички састав према попису из 2002.‍ | Етнички састав према попису из 2002.‍ | Етнички састав према попису из 2002.‍ | Етнички састав према попису из 2002.‍ |
| ------------------------------------ | ------------------------------------ | ------------------------------------ | ------------------------------------ | ------------------------------------ |
|                                      |                                      |                                      |                                      |                                      |
| Срби                                 | Срби                                 |                                      | 378                                  | 99,47%                               |
| Словаци                              | Словаци                              |                                      | 1                                    | 0,26%                                |
| непознато                            | непознато                            |                                      | 1                                    | 0,26%                                |

| Година пописа     | 1948. | 1953. | 1961. | 1971. | 1981. | 1991. | 2002. |
| ----------------- | ----- | ----- | ----- | ----- | ----- | ----- | ----- |
| Број домаћинстава | 73    | 76    | 86    | 94    | 103   | 123   | 110   |

| Број чланова      | 1  | 2  | 3  | 4  | 5  | 6 | 7 | 8 | 9 | 10 и више | Просек |
| ----------------- | -- | -- | -- | -- | -- | - | - | - | - | --------- | ------ |
| Број домаћинстава | 16 | 32 | 12 | 23 | 11 | 5 | 5 | 2 | 4 | 0         | 3,45   |

| Пол    | Укупно | Неожењен/Неудата | Ожењен/Удата | Удовац/Удовица | Разведен/Разведена | Непознато |
| ------ | ------ | ---------------- | ------------ | -------------- | ------------------ | --------- |
| Мушки  | 170    | 51               | 102          | 10             | 7                  | 0         |
| Женски | 152    | 20               | 105          | 22             | 5                  | 0         |
| УКУПНО | 322    | 71               | 207          | 32             | 12                 | 0         |

| Пол    | Укупно                    | Пољопривреда, лов и шумарство | Рибарство                            | Вађење руде и камена | Прерађивачка индустрија       |
| ------ | ------------------------- | ----------------------------- | ------------------------------------ | -------------------- | ----------------------------- |
| Мушки  | 90                        | 48                            | 0                                    | 0                    | 11                            |
| Женски | 40                        | 26                            | 0                                    | 0                    | 6                             |
| УКУПНО | 130                       | 74                            | 0                                    | 0                    | 17                            |
| Пол    | Производња и снабдевање   | Грађевинарство                | Трговина                             | Хотели и ресторани   | Саобраћај, складиштење и везе |
| Мушки  | 0                         | 14                            | 4                                    | 0                    | 7                             |
| Женски | 0                         | 0                             | 3                                    | 0                    | 0                             |
| УКУПНО | 0                         | 14                            | 7                                    | 0                    | 7                             |
| Пол    | Финансијско посредовање   | Некретнине                    | Државна управа и одбрана             | Образовање           | Здравствени и социјални рад   |
| Мушки  | 0                         | 2                             | 3                                    | 0                    | 0                             |
| Женски | 0                         | 0                             | 1                                    | 1                    | 1                             |
| УКУПНО | 0                         | 2                             | 4                                    | 1                    | 1                             |
| Пол    | Остале услужне активности | Приватна домаћинства          | Екстериторијалне организације и тела | Непознато            | Непознато                     |
| Мушки  | 0                         | 0                             | 0                                    | 1                    | 1                             |
| Женски | 0                         | 0                             | 0                                    | 2                    | 2                             |
| УКУПНО | 0                         | 0                             | 0                                    | 3                    | 3                             |